# Kochać
Kochać – dwudziesty szósty album muzyczny piosenkarki Maryli Rodowicz, wydany 23 września 2005. Producentem muzycznym jest Bogdan Kondracki, producentem wykonawczym Paweł Jóźwicki. 
Album nagrywany był od 1 marca 2005 do 15 sierpnia 2005 w Jazzboy Studio oraz w dniach 1–2 lipca 2005 w Studiu im. Agnieszki Osieckiej. Autorem projektu graficznego jest Wojciech Wilk. 
Wszystkie teksty na płycie są autorstwa Katarzyny Nosowskiej, ponadto w tworzenie materiału na album zaangażowało się wielu innych artystów, m.in. Marek Napiórkowski, Ania Dąbrowska, Karolina Kozak, Paweł Krawczyk i Sławek Uniatowski, który zaśpiewał z Marylą w piosence „Będzie to, co musi być”, oraz Artur Rojek, który pracował przy albumie pod pseudonimem Carla Armente. 
30 sierpnia 2006 płyta uzyskała w Polsce status platynowej.

## Lista utworów
1. „Daj mi byle co” (sł. K. Nosowska/ muz. D. Meskell, M. Sutton, P. Blen)
2. „Wszyscy chcą kochać” (sł. K. Nosowska/ muz. M. Cupas)
3. „Venus i Mars” (sł. K. Nosowska/ muz. B. Kondracki)
4. „Będzie to co musi być” (muzyka Carla Armente i Krzysztof Kiljański, słowa Katarzyna Nosowska)
5. „Po co mi dnie? (Nie ma cię bardziej niż zwykle)” (K. Nosowska/ P. Krawczyk)
6. „Do cholery!” (K. Nosowska)/ D. Dyson, J. Cang)
7. „U mnie już noc (Parapety jak trampoliny)” (K. Nosowska/ M. Vukomanovic, S. Vukomanovic)
8. „Hej, gorzej być nie może (Żyję jak król)” (K. Nosowska/ J. Lachowicz)
9. „Pij z kim trzeba (Zostaniesz gwiazdą)” (K. Nosowska/ M. Szypura, A. Dąbrowska)
10. „Nikt z nas nie powinien być sam” (K. Nosowska/ D. Dyson)
11. „Napisy końcowe” (M. Macuk)